# 28547 Johannschroter
28547 Johannschroter este o planetă minoră (asteroid), cu un diametru de 2,048 km, din centura de asteroizi. A fost descoperită pe 3 martie 2000 la Catalina Station⁠(d) de Catalina Sky Survey. 
Obiectul prezintă o orbită caracterizată de o semiaxă mare de 2,2372497 UAi, o excentricitate de 0,09, o înclinație de 6,35407 ° în raport cu ecliptica.